# Шулянський Артем Костянтинович
Артем Костянтинович Шулянський (нар. 11 квітня 2001, Київ, Україна) — український футболіст, півзахисник «Олександрії».

## Рання кар'єра
Артем Шулянський народився у Києві. З чотирьох років почав займатися футболом у ФК «Київ». Потенціал хлопця одразу розгледіли, тому він завджди тренувався та грав з дітьми, які на два-три роки старші за нього. Уже через кілька років перейшов до столичного «Арсенала», де першим тренером Артема був Олег Агєєв.
У 2015 році потрапив до академії київського «Динамо», де його тренерами були Олександр Радченко та Олег Венглінський.
У ДЮФЛ захищав кольори двох столичних клубів: «Арсенала» та «Динамо». За «Динамо» (U-19) дебютував 3 березня 2018 року у матчі проти донецького «Шахтаря»(1:2), вийшовши на заміну на 87-й хвилині замість Юрія Козиренка. Також у складі динамівців грав у Юнацькій лізі УЄФА, взявши участь у розіграшах 2018/19 та 2019/20 років. У сезоні 2019/20 відзначився дебютним голом у ворота «Шкендії».
За «Динамо» (U-21) дебютував 2 грудня 2018 року у матчі проти «Чорноморця» (0:0), вийшовши на заміну. 11 грудня 2020 року у 13-му турі молодіжного чемпіонату України у матчі проти «Колоса» футболіст отримав важку травму — розрив хрестоподібної зв'язки лівого коліна, у зв'язку з чим пропустив залишок сезону 2020/21.

## Клубна кар'єра
4 липня 2022 року підписав трирічний контракт з «Олександрією». Дебютував в УПЛ 25 серпня 2022 року, вийшовши на заміну на 86-й хвилині у матчі проти «Інгульця». Перший гол за нову команду забив 10 жовтня того ж року у ворота київського «Динамо» (1:3).

## Міжнародна кар'єра
Залучався до лав юнацьких збірних України різних вікових категорій, починаючи з команди U-15. Зокрема, брав участь з юнацькою збірною України (U-17) на Кубку Розвитку 2018, в якому збірна України здобула перемогу, перегравши у фіналі ізраїльтян.